# Saison 10 du Disney Club
Chronologie
Saison 9
Voici le détail de la dixième et ultime saison de l'émission Disney Club diffusée sur TF1 du 6 septembre au 27 décembre 1998. Du fait qu'il s'agisse de la tout dernière saison de l'émission, elle est classée dans la période de l'Âge terminal.

## Animateurs et Fiche technique

### Fiche technique
- Billy : animateur

## Reportages, rubriques et invités

### Les reportages
- A fond la caisse

### Les rubriques
- Epat et truc

## Dessins animés diffusés
le dimanche matin
- Winnie l'Ourson
- Le Livre de la jungle, souvenirs d'enfance débute le 6 septembre 1998[1]
- Couacs en vrac
- Aladdin
- Timon et Pumbaa
- Doug démarre le 6 septembre 1998[2]

le samedi matin
- Aladdin
- Timon et Pumbaa

### Liste des épisodes de série d'animation
- Émission du 13 septembre 1998 : Le roi des animaux et Des invités très spéciaux (Les aventures de Winnie l'ourson), Quand Athi rencontre Winnifred et Le bluff du buffle (Le livre de la jungle, souvenirs d'enfance), Ovni soit qui mal (Couacs en vrac), Le paradis perdu et La loi de la jungle (Timon et Pumbaa), Le voleur de sultan (Aladdin) et Nom d'un collège (Les nouvelles aventures de Doug).